# イエンス・ユール
イエンス・ユール（Jens Juel、1745年5月12日 - 1802年12月27日）はデンマークの画家である。18世紀のデンマークの主導的な肖像画家とされる。多くのユールのコレクションはフレデリクスボー城に展示されている。

## 略歴
フュン島のBalslev Sognに生まれた。Vilhelmine Elisabeth Juelの婚外子で、一歳の時母親はガンボー（Gamborg）の教員と結婚し、ガンボーで育った。
幼い頃から絵に興味を示し、両親はハンブルクの画家、ゲーマン(Johann Michael Gehrman)の見習いとして送り、5-6年、そこで働いて、肖像画、風景画、風俗画の腕を磨き、特に肖像画家として評価を高めた。20歳を越えてから、コペンハーゲンに移り、デンマーク王立美術院に学び、宗教画を描き、1767年で賞(small gold medal)を得、1771年にgreat gold medalを得た。
1772年に国外に出てローマに移り、4年間、ニコライ・アビルゴールらのデンマーク人芸術家たちと滞在した。ローマから、当時、肖像画が盛んだったパリを訪れた。1777年にジュネーブを訪れ、友人となった博物学者、哲学者のシャルル・ボネの家に滞在し、彼の肖像画を描いた。1780年にコペンハーゲンに戻った。
デンマークでは、宮廷画家に任じられ、王族や貴族らの肖像画を描き、風景画も描いた。1782年にデンマーク王立美術院の会員に選ばれ、1784年に准教授、1786年にヨハン・マンデリベリ（Johan Mandelberg）の後任として教授となった。1795年からと1799年からの2度、美術院の校長も務めた。
1790年に結婚し、娘は画家で、後に王立美術院の校長になるクリストファー・エカスベアと結婚した。

## 作品

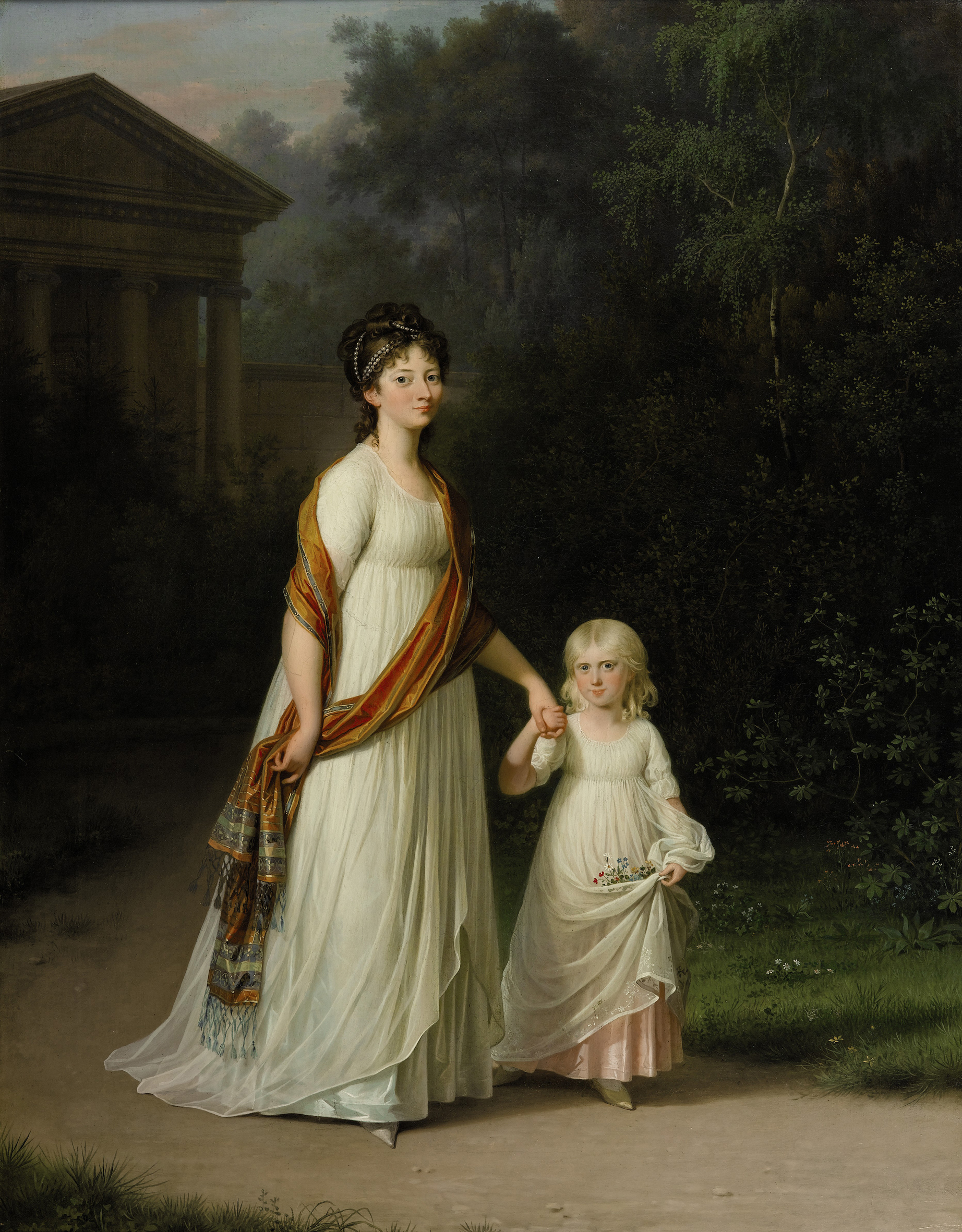
王妃マリー・フォン・ヘッセン＝カッセル
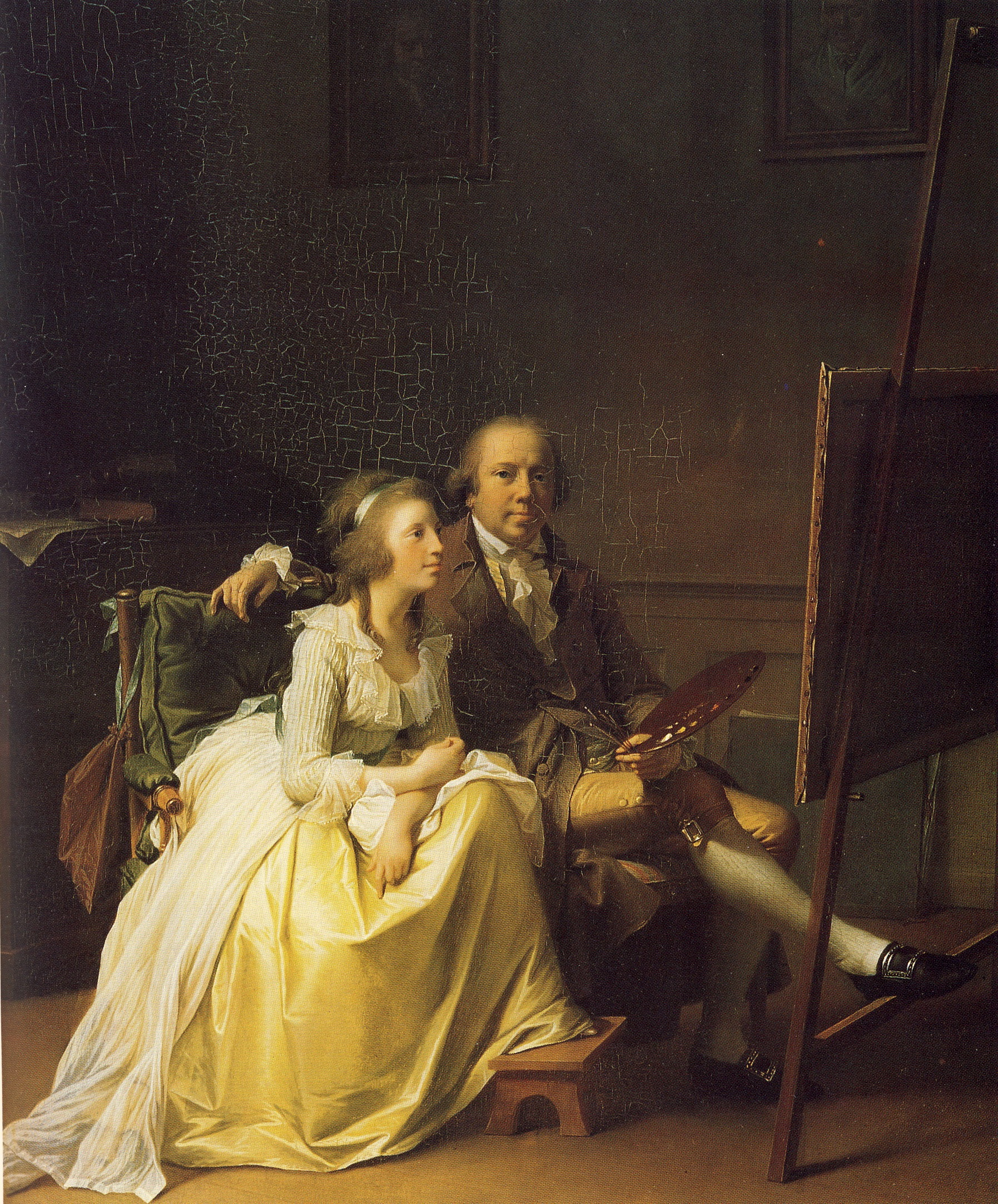
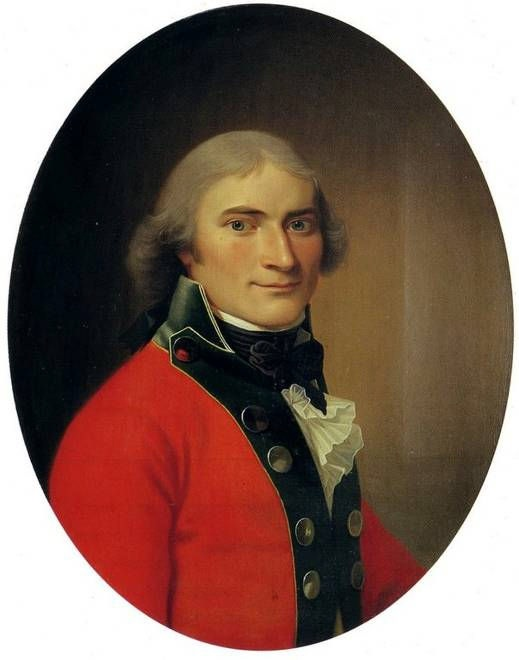
Joachim Moltke(デンマーク首相)
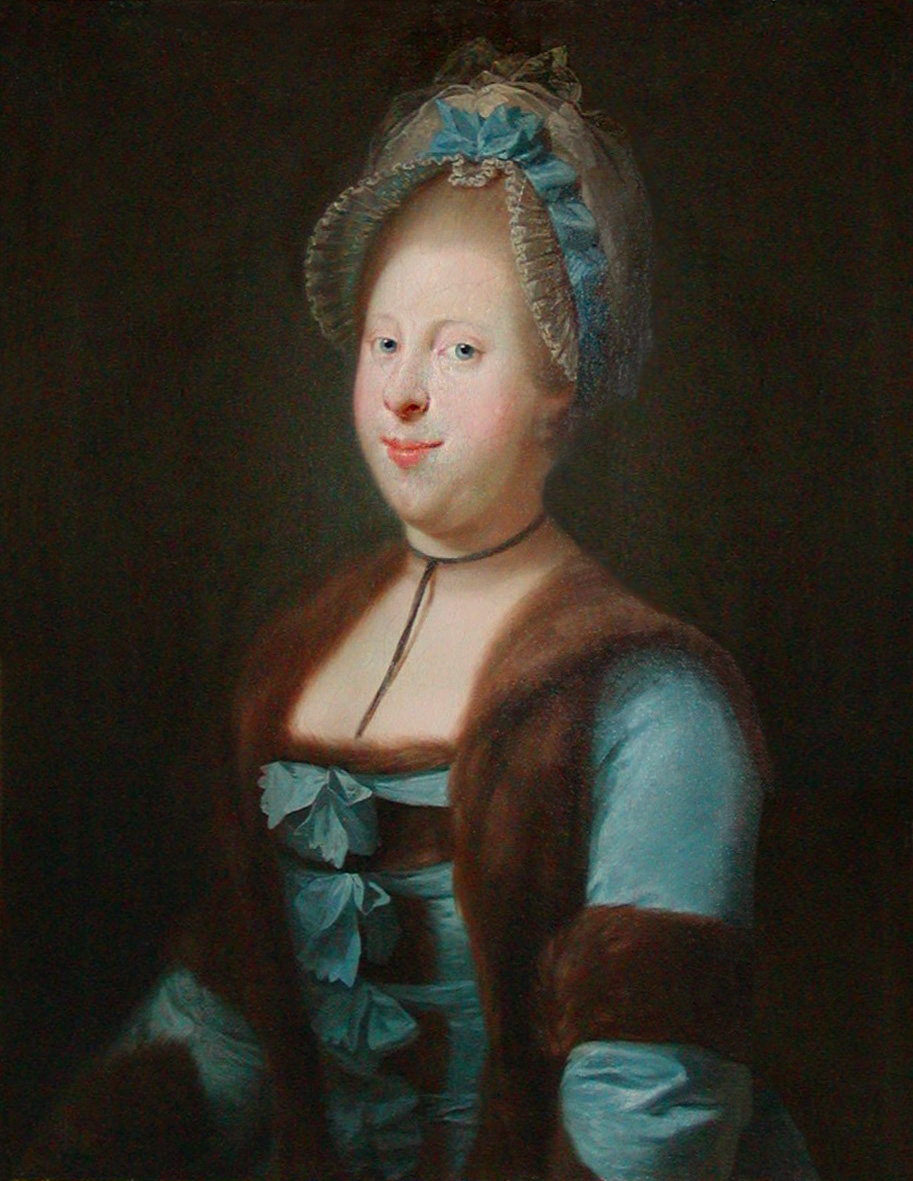
キャロライン・マティルダ・オブ・ウェールズ
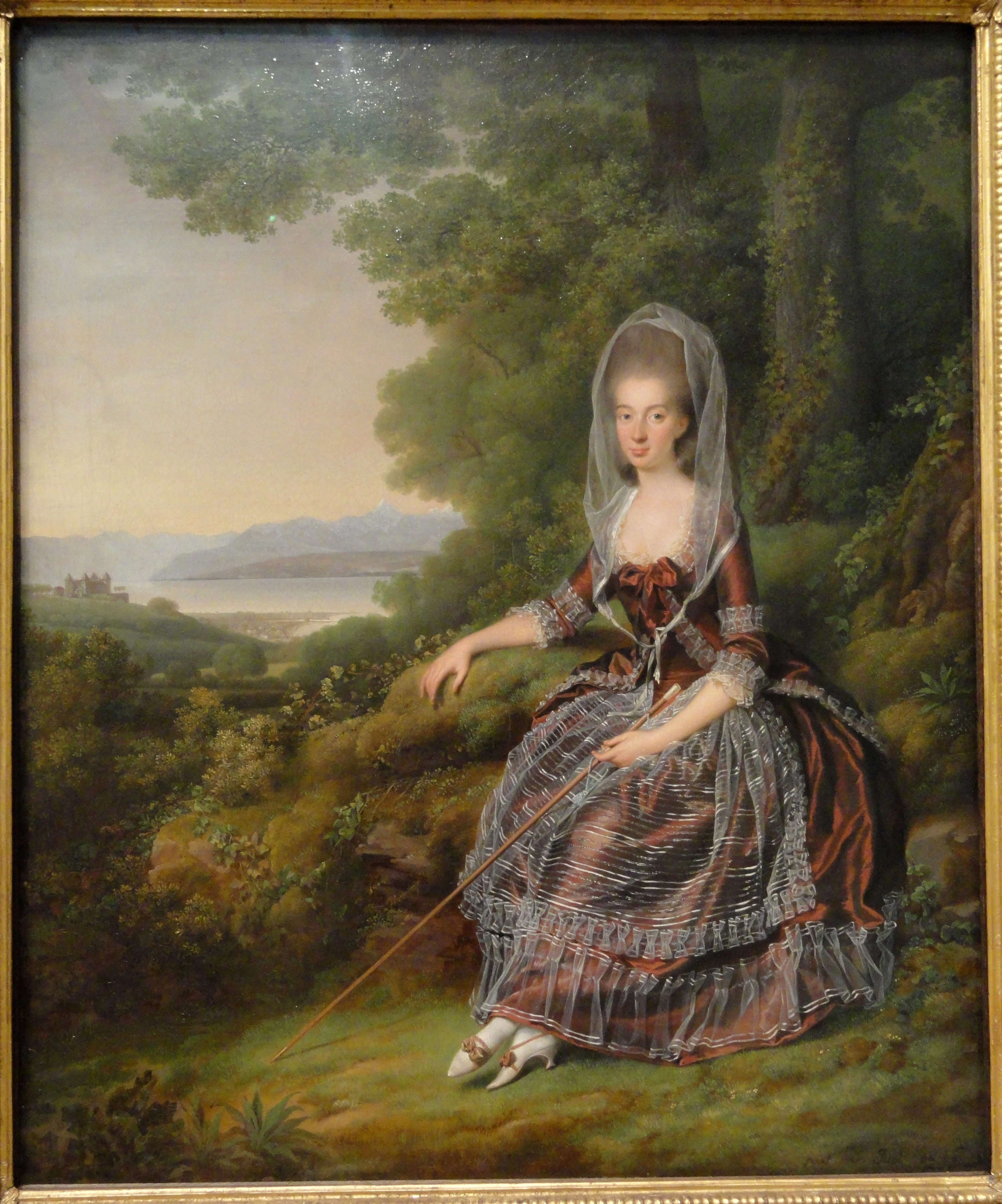
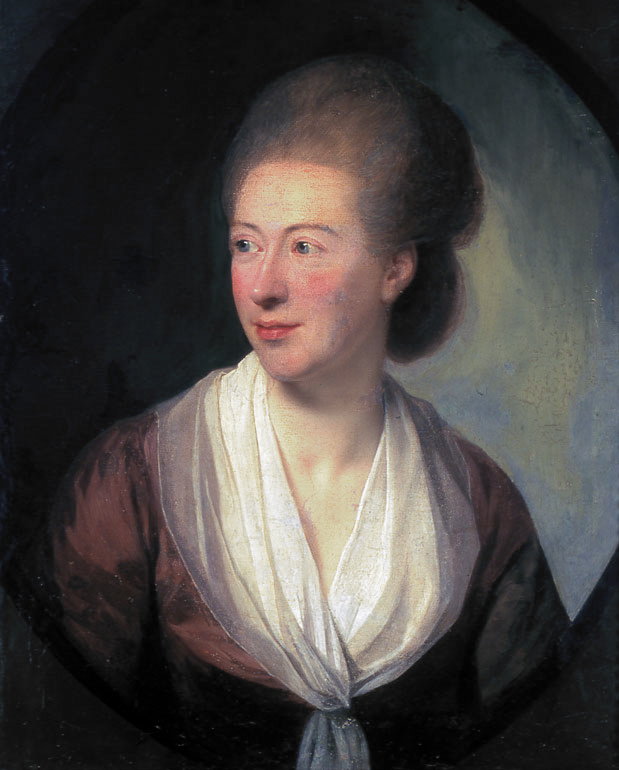
イザベル・ド・シャリエール
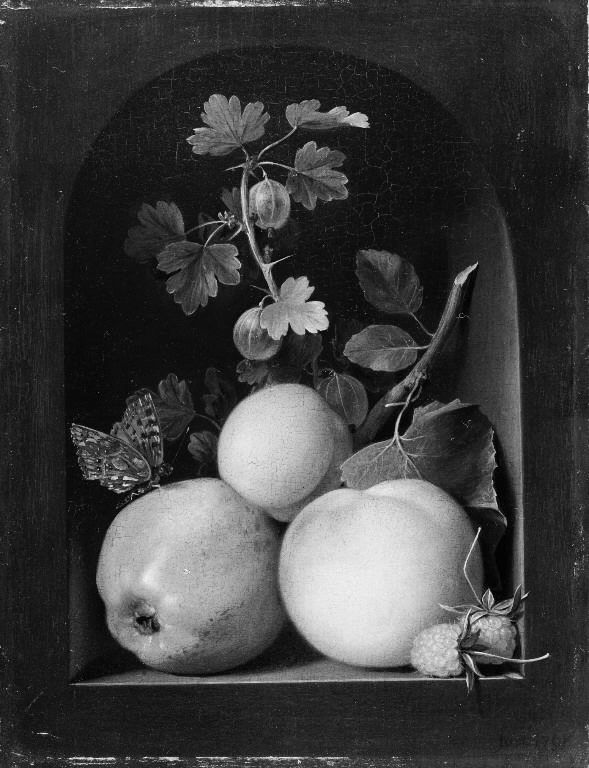
静物画